# Хампель, Дезидериус
Дезидериус Хампель (нем. Desiderius Hampel; 20 января 1895, Сисак, Хорватия — 11 января 1981, Грац, Австрия) — бригадефюрер СС, кавалер Рыцарского креста Железного креста.

## Карьера

### Первая мировая война
В октябре 1914 года поступает на службу в армию Австро-Венгрии в качестве кадета.
В апреле 1915 года командует взводом. В конце года произведён в лейтенанты и был отправлен на обучение в Брук-ан-дер-Лайта. После окончания возглавил 4-ю роту своего полка и 1 мая 1917 года повышен до обер-лейтенанта. В сентябре 1918 года был назначен заместителем командира 36-го батальона, который вёл боевые действия в Сербии до конца войны. С окончанием войны находился в плену, откуда бежал только через год, через Вену в Будапешт. Переехал жить в Германию.

### Между войнами
С 1925 по 1928 гг. изучал лесное хозяйство в Мюнхенском университете. По окончании и до декабря 1937 года работал в лесной промышленности по специальности. К 1938 году вступает в Венгерскую армию, где до марта 1941 года служит в Будапеште.

### Вторая мировая
В ноябре 1941 года командует охранными частями в Ксаппеле. К концу 1941 года переходит на службу в хорватские войска в чине майора. Служит в разведке 4-го армейского корпуса.
15 мая 1942 года переведён в войска СС (№ 468174) в чине штурмбаннфюрера СС. Уже с 25 мая назначен командиром 3-го батальона 13-го горнопехотного полка СС 7-го добровольческой горнопехотной дивизии СС «Принц Евгений». С 11 июня 1943 Хампель становится командиром запасного батальона той же дивизии.
С 28 сентября 1943 назначен командиром 27-го горного егерского батальона СС 13-й горнопехотной дивизии СС «Ханджар». С июня по сентябрь 1944 и с января 1945 и до конца войны был командующим дивизии СС.
3 мая 1945 года награждён Рыцарским крестом Железного креста.

## Звание
- Лейтенант — 1915
- Обер-лейтенант — 1 мая 1917
- Майор — 1941
- Штурмбаннфюрер — 15 мая 1942
- Оберштурмбаннфюрер — ноябрь 1942
- Штандартенфюрер — апрель 1944
- Оберфюрер — ?
- Бригадефюрер — январь 1945

## Награды
- Крест Военных заслуг с Мечами
- Нагрудный знак за ранение в серебре
- Железный крест 2-го класса (29 сентября 1939)
- Железный крест 1-го класса (26 октября 1941)
- Рыцарский крест (3 мая 1945)